# Касторф
Касторф (њем. Kastorf) општина је у њемачкој савезној држави Шлезвиг-Холштајн. Једно је од 131 општинског средишта округа Херцогтум Лауенбург. Према процјени из 2010. у општини је живјело 1.192 становника. Посједује регионалну шифру (AGS) 1053061.

## Географски и демографски подаци
Касторф се налази у савезној држави Шлезвиг-Холштајн у округу Херцогтум Лауенбург. Општина се налази на надморској висини од 29 метара. Површина општине износи 6,9 km². У самом мјесту је, према процјени из 2010. године, живјело 1.192 становника. Просјечна густина становништва износи 173 становника/km².